# Auseklis

Auseklis (grafické znázornění)

Auseklis (zdrobněle Auseklītis nebo Ausekliņš, ženský tvar Auseklīte) je personifikace Jitřenky v lotyšském folklóru. Zpravidla se jedná o muže, jen Auseklīte je ženského rodu. Objevuje se v lidových písních a jedné pověsti a má vždy pozitivní úlohu. Jeho funkcí v příbězích je určování času nebo se používá jako metafora něčeho krásného, dívčího věnečku, milého či jediného bratra. V písních s mytologickým obsahem se Jitřenka, pod jménem Auseklise, objevuje pouze jako zlatý kohout co ráno budí bohy. Je v nich však třetí nejzmiňovanější postavou, ač se mu věnují jen písně týkající se kosmologie. Nejsou doklady že by byl u předkřesťanských Lotyšů pěstován jeho kult.

## Podobné symboly
Podobný symbol, symbolizující slunce, je např. na vlajkách některých republik Ruské federace.
- Mordvinská vlajka
- Udmurtská vlajka

Mordvinská vlajka Poměr stran 2:3
Udmurtská vlajka Poměr stran 1:2